# 天主教瓜迪克斯教區
天主教瓜迪克斯教區（拉丁語：Dioecesis Guadicensis）是西班牙一個羅馬天主教教區，屬格拉納達總教區。
教區成立於1492年5月21日，位於格拉納達省東北部。2007年，在當地109,254人口中，有教友107,000人，佔轄區總人口97.9%、75個堂區、71名司鐸、13名修士、135名修女。現任教區主教為希内斯·加西亞·貝爾特蘭。